# جاكسون وليامز
جاكسون وليامز (بالإنجليزية: Jackson Williams)‏ هو لاعب كرة قاعدة أمريكي، ولد في 14 مايو 1986 في تلسا في الولايات المتحدة.

## وصلات خارجية
- جاكسون وليامز على موقع دوري كرة القاعدة الرئيسي (الإنجليزية)
- جاكسون وليامز على موقعبيزبول رفرنس.كوم (الدوري الرئيسي) (الإنجليزية)
- جاكسون وليامز على موقعبيزبول رفرنس.كوم (الدوري الثانوي) (الإنجليزية)
- جاكسون وليامز على موقع إي إس بي إن.كوم (أم.أل.بي) (الإنجليزية)
- جاكسون وليامز على موقع مشجعي الرسوم البيانية (الإنجليزية)